# Henricus Glareanus
Henricus Glareanus (Heinrich Loriti, Heinrich Loris, Loritti, Loretti, ur. 28 lutego lub 2 czerwca 1488 w Mollis w Szwajcarii, zm. 27/28 marca 1563 we Fryburgu Bryzgowijskim) – szwajcarski humanista, historyk, muzyk i poeta.

## Życiorys
Jego łacińskie nazwisko pochodzi od kantonu Glarus, gdzie się urodził. Po nauce w Bernie i w Rottweil u Michaela Rubellusa, studiował w Wiedniu i Kolonii. W 1512 otrzymał honorowy tytuł "poeta laureatus".
Działając publicznie poparł znanego hebraistę – Johannesa Reuchlina w konflikcie z dominikanami z Kolonii (w słynnym sporze humanistów ze scholastykami). Często się przeprowadzał, w 1514 osiedlił się w Bazylei, trzy lata później wyjechał do Paryża, a w 1522 wrócił do Bazylei. Utrzymywał kontakty z Lutrem i Erazmem z Rotterdamu. Stopniowo stawał się zwolennikiem reformacji.
Ostatecznie osiadł we Fryburgu Bryzgowijskim. Tam od 1527 do emerytury w 1560 uczył geografii, historii i poetyki. Oprócz poezji (poemat "Helvetiae descriptio" z 1514), pisał traktaty filologiczne i muzyczne. Znaczącym wkładem w teorię muzyki był jego "Dodekachordon" z 1547. Publikował także dzieła klasyków starożytnych (Tytusa Liwiusza, Boecjusza). Zmarł w wieku 75 lat.
W 2007 ufundowano nagrodę jego imienia.